# Поріруа
Поріруа (англ. Porirua) — місто в регіоні Веллінгтон у Північному острові Нової Зеландії, один з чотирьох міст, що формують столичний округ Веллінгтон. Повністю оточує гавань Поріруа у південній частині узбережжя Капіті. Станом на червень 2019 населення Поріруа складає 55 000 осіб.